# 迁善庄寨址
迁善庄寨址是一处古遗址，位于山西省晋中市太谷区侯城乡范家庄，建于清代。
2021年8月4日，迁善庄寨址公布为第六批山西省文物保护单位。